# 若八嶋泰成
若八嶋 泰成（わかやしま たいせい、1970年8月14日 - ）は、石川県河北郡出身で松ヶ根部屋所属の元大相撲力士。本名は、室谷弘樹（むろたに ひろき）。体格は身長180cm、体重163kg。得意手は突き、押し。最高位は幕下東16枚目（1995年1月場所）。

## 来歴
金沢市立工業高等学校3年生の時に、高等学校相撲金沢大会の個人戦で優勝、団体戦では白崎（のち入間川部屋の十両・大倭）とともに国民体育大会少年男子の部で石川県代表として優勝した。
金沢市立工高卒業後は中央大学に進学し相撲部に所属したが、付け出し基準を満たす成績を挙げることはできなかった。
大学在学時、前相撲からの新弟子が20歳以下に制限されたが、卒業前に23歳以下に引き上げられたの契機に松ヶ根部屋に入門し、1993年1月場所で前相撲から初土俵を踏んだ。1997年7月場所限り引退した。

## 主な成績

### 通算成績
- 生涯戦歴:88勝53敗48休（28場所）
- 幕下戦歴：24勝33敗27休（12場所）
- 三段目戦歴：51勝19敗21休（13場所）
- 序二段戦歴：6勝1敗（1場所）
- 序ノ口戦歴：7勝0敗（1場所）

### 各段優勝
- 三段目優勝：1回（1994年11月場所）
- 序の口優勝：1回（1993年3月場所）

## 改名歴
- 室谷 弘樹（むろたに ひろき）1993年3月場所 - 1995年11月場所
- 若八嶋 泰成（わかやしま たいせい）1996年1月場所 - 1997年7月場所